# Museo de la Policía de Vancouver
El museo de la Policía de Vancouver es un museo de historia abierto al público para conmemorar el centenario del Departamento de Policía de Vancouver y la ciudad de Vancouver, British Columbia en 1986. En 1935, el Juzgado de Instrucción (lugar utilizado anteriormente) fue utilizado como hospital improvisado por la policía durante la Batalla de Pier Ballantyne. Fue diseñado por el arquitecto Arthur J. Bird, y hoy es un edificio de patrimonio municipal.
El museo alberga una colección de cerca de 20 000 objetos. Esto incluye documentos de archivo, fotografías, publicaciones, armas de fuego decomisadas y otro tipo de armamento, falsificación de moneda, y unos artefactos y demás objetos de interés, de los cuales un 40% está en exhibición. El museo ofrece programas educativos para niños y excursiones. El museo cuenta con una tienda de regalos y publica un boletín trimestral.